# CSC Champa FC
El CSC Champa F.C. es un club de fútbol de Laos. Actualmente están jugando en la Liga de Fútbol de Laos y acaba de ganarla.

## Equipación
| Periodo | Marca      | Patrocinio |
| ------- | ---------- | ---------- |
| 2016-   | Ego Sports | Total S.A. |